# Etosza
Etosza (ang. Etosha Pan) – okresowe jezioro słone w północnej części Namibii. Zajmuje powierzchnię liczącą ok. 4,8 tys. km². Ma ok. 130 km długości i ok. 50 km szerokości. Przez większą część roku jest to solnisko pozbawione wody. Stanowi istotną część ekoregionu o nazwie Słonorośla Etoszy.
W porze deszczowej zasilane jest okresowymi rzekami Ekuma i Oshigambo. W porze suchej pokrywa się skorupami solnymi. Jezioro usytuowane jest w centralnej części Parku Narodowego Etoszy. Powstał on w roku 1907 na terenach łowieckich ludów afrykańskich zamieszkujących okolice jeziora (Owambo, Hererowie, Buszmeni). Teren ten nazwali „jeziorem miraży” lub „miejscem, gdzie woda jest sucha”.  
Teren często odwiedzany przez zwierzęta w poszukiwaniu wody i pokarmu. Najliczniejsze grupy zwierząt to: różne gatunki antylop, zebr, występują tu także żyrafy, słonie oraz drapieżniki (lew, hiena, gepard, likaon). 

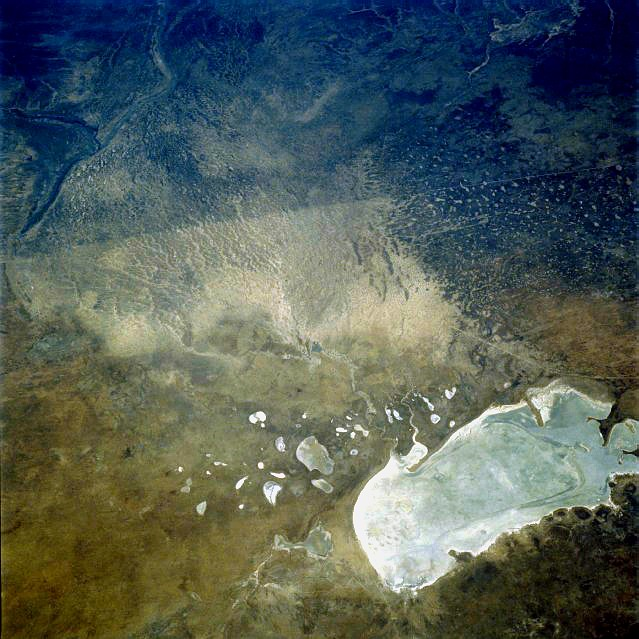
Zdjęcie satelitarne
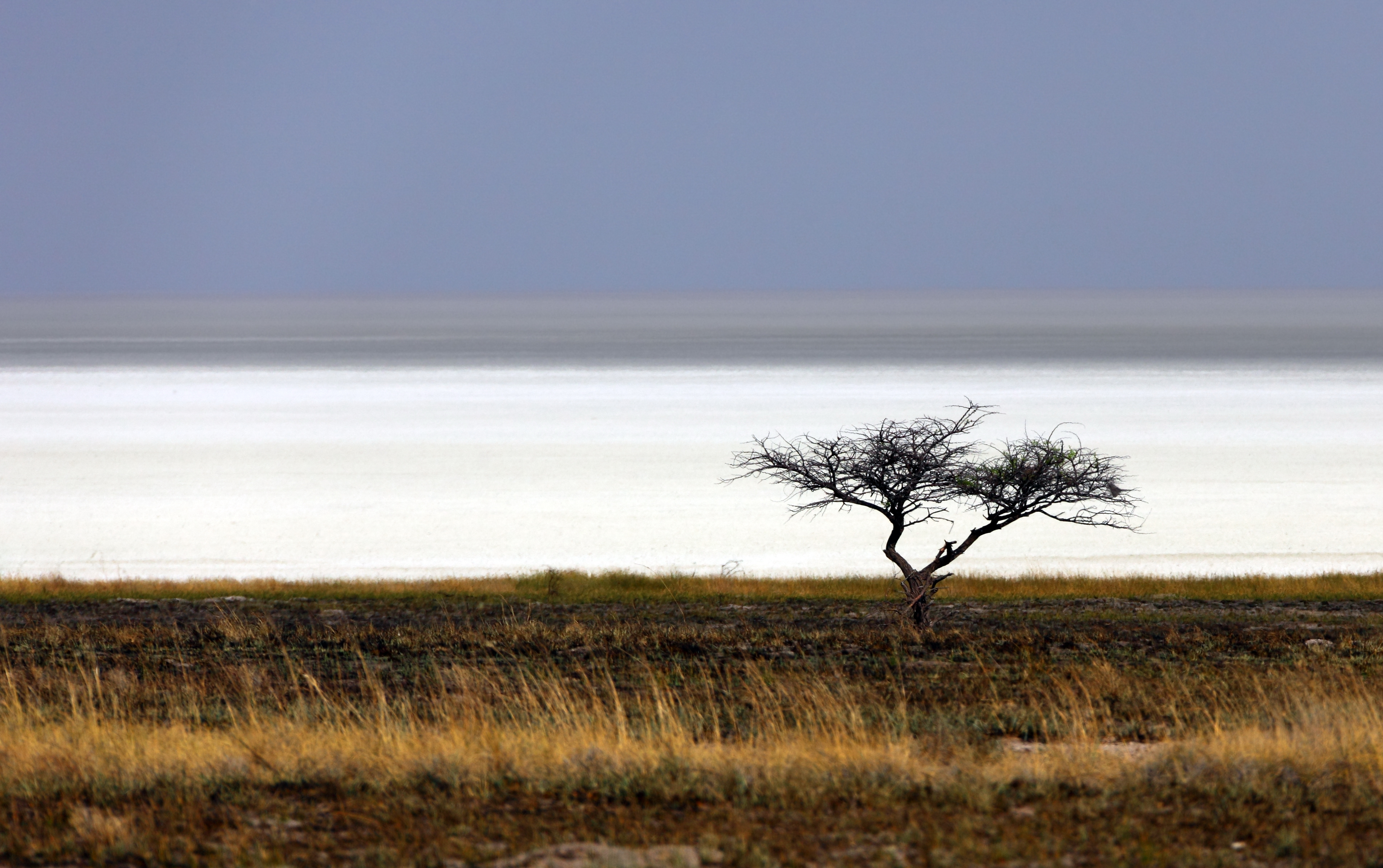
Widok na jezioro w porze suchej
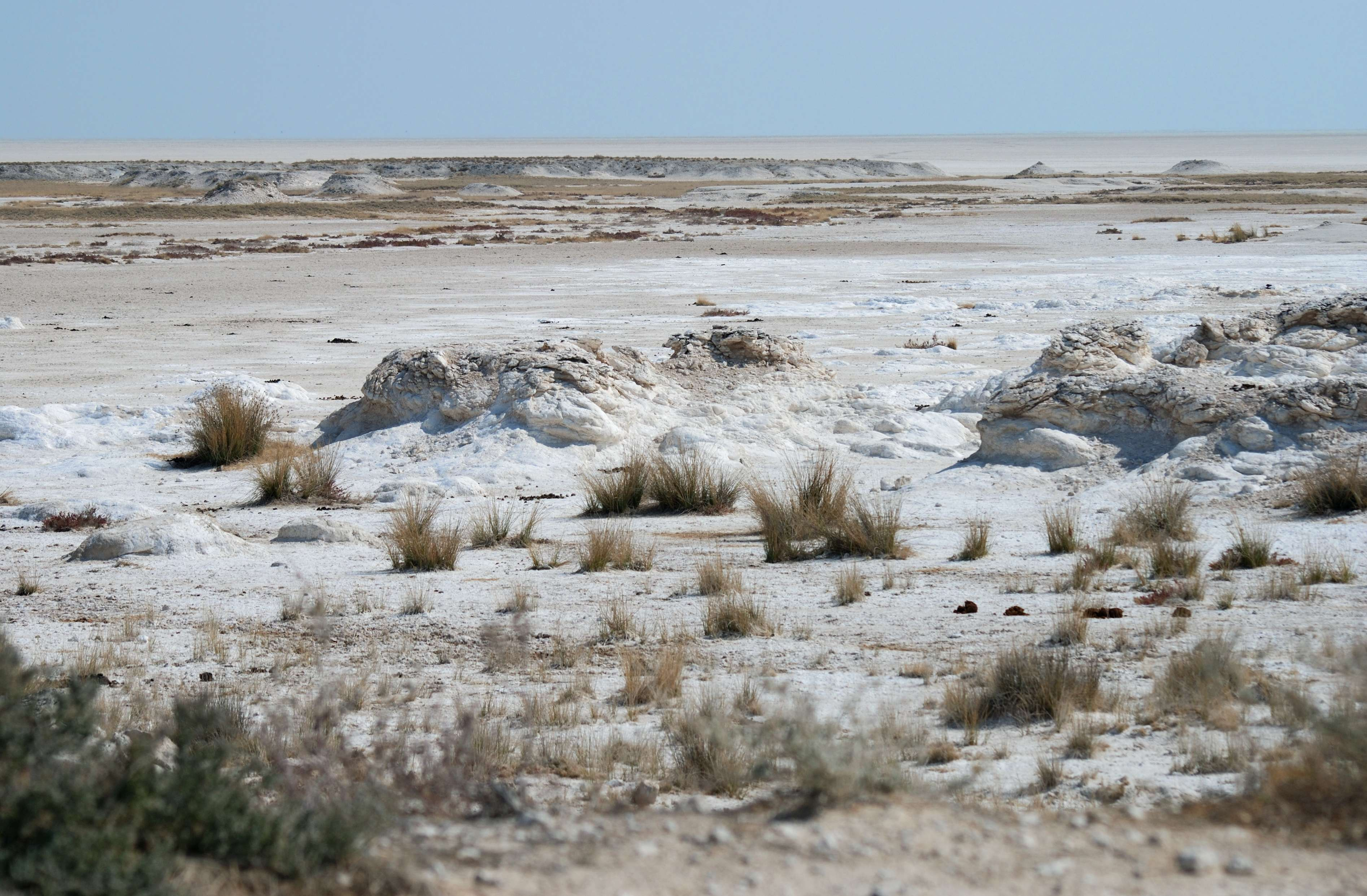
Jeziorze Etosza w porze suchej
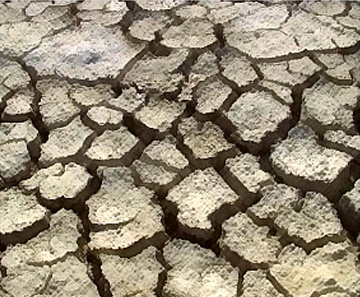
Wyschnięte dno jeziora